# 세종 영평사 목조나한상 및 복장유물 일괄
세종 영평사 목조나한상 및 복장유물 일괄(世宗 永平寺 木造羅漢像 및 腹藏遺物 一括)은 세종특별자치시 장군면, 영평사에 있는 조선시대의 불상 및 복장유물이다. 2014년 8월 20일 세종특별자치시의 유형문화재 제18호로 지정되었다.

## 개요
영평사 목조나한상은 녹색 장삼에 붉은색 가사를 입고 표면을 거칠게 다듬은 암석 위에 앉아 있다. 상의 전면은 붉은색, 녹색, 청색 위주로 채색되었으며 얼굴에는 호분을 바른 다음 눈썹과 수염, 입술 등은 채색하였다. 눈썹은 얼굴 윤곽선을 따라 길게 내려와 있으며 두꺼운 코, 얇은 입술이 특징이다. 두 손은 무릎 앞에 온순하게 앉아 있는 호랑이의 몸과 앞 다리를 잡은 모습으로 伏虎羅漢의 위력을 나타내고 있다. 호랑이는 긴 꼬리에 온순한 모습으로 호랑이의 특징인 검은색 갈기를 민화풍으로 표현하였다.
몸 안에서 원문이 두 개 발견되었는데 비단에 주서, 한지에 묵서로 쓰여 있다. 두 원문의 내용은 주서에는 ‘우순풍조(雨順風調)’이며, 묵서는 ‘풍조우순(風調雨順)’ 어순만 다르게 쓰여 있다. 그리고 한지 묵서에는 ‘불법승보(佛法僧寶)’라는 낙관이 찍혀 있는데 이는 매우 드문 사례이다.
영평사 목조나한상은 현재 독존상이지만 원래는 16나한 중의 한 구일 가능성이 높아 전체적으로 완전한 상태는 아니지만, 나한상의 상태가 좋은 편이고 호랑이를 굴복시키는 복호나한과 복식, 앉아 있는 암석 등 조선후기 17세기에 유행했던 시기적 특징이 잘 반영되어 있는 작품이다. 또한 발원문을 비롯한 중요한 자료가 잘 남아 있고. 원문에 의해 정확한 제작시기와 상궁 최씨와 문씨 등 왕실과 관련된 발원자를 알 수 있는 점에서 중요한 자료로 평가된다.

## 연혁 및 현상
영평사 나한상은 전각 안이 아니라 주지실에 별도로 모셔져 있으며, 머리부분의 채색이 일부 탈락되었을 뿐 전체적인 표면 채색상태가 좋고 신체하단에서 대좌에 이르는 중심부에 균열이 있는 것을 제외하면 보존상태는 양호한 편임. 나한상은 호랑이를 굴복시키는 복호나한과 복식, 앉아 있는 암석 등 조선후기 17세기에 유행했던 시기적 특징이 잘 반영된 작품이다.
이 나한상은 등과 머리 뒷부분 두 곳에 장방형의 복장공이 있으며 내부에 복장물을 채운 후 별도의 개판을 만들어 고정하였음. 머리의 복장공에서는 비단에 쓴 발원문, 묵서녹색천, 주서다라니가 발견되었고, 등의 복장공에서는 묵서발원문, 후령통, 주서다라니, 묵서다라니 등이 출토됨. 복장물 중 원문은 두 개 발견되었는데 비단에 주서, 한지에 묵서로 쓰여 있으며, 두 원문의 내용은 주서에는 ‘雨順風調’이며, 묵서는 ‘風調雨順’ 어순만 다르게 쓰여 있을 뿐 거의 똑 같으며, 한지 묵서에는 ‘佛法僧寶’라는 낙관이 찍혀 있는데 매우 드문 사례이다.
발원문에 따르면 기축생(1589년생) 상궁 최씨가 나라의 안녕과 개인의 장수 및 사후 극락왕생을 목적으로 시주하였으며, 초록명주천에는 정해생(1587년생) 문씨가 함께 시주하였다.

## 지정사유
영평사 목조나한상은 현재 독존상이지만 원래는 16나한 중의 한 구일 가능성이 높아 전체적으로 완전한 상태는 아니지만, 나한상의 상태가 좋은 편이고 호랑이를 굴복시키는 복호나한과 복식, 앉아 있는 암석 등 조선후기 17세기에 유행했던 시기적 특징이 잘 반영되어 있는 작품이다. 또한 발원문을 비롯한 중요한 자료가 잘 남아 있고. 원문에 의해 정확한 제작시기와 상궁 최씨와 문씨 등 왕실과 관련된 발원자를 알 수 있는 점에서 중요한 자료로 평가된다.

## 참고 자료
- 장군 영평사 목조나한상 및 복장유물 일괄 - 국가유산청 국가유산포털